# (348) May
(348) May ist ein Asteroid des äußeren Hauptgürtels, der am 28. November 1892 vom französischen Astronomen Auguste Charlois am Observatoire de Nice bei einer Helligkeit von 12,5 mag entdeckt wurde.
Der Asteroid ist möglicherweise benannt zu Ehren des zeitgenössischen deutschen Schriftstellers Karl May (1842–1912), der für seine zahlreichen Romane über Abenteuer bei den Indianern des Wilden Westens (Winnetou) und durch zahlreiche spannende Reiseberichte aus dem Osmanischen Reich bekannt war. Seine Bücher wurden in Mitteleuropa in vielen Sprachen – teilweise in hohen Auflagen – weit verbreitet. Französische Übersetzungen erschienen in Zeitschriften (ab 1881) sowie in Büchern (im Verlag Alfred Mâme et Fils, Tours, seit 1885). Karl May wurde später auch durch den Asteroiden (15728) Karlmay geehrt.

## Wissenschaftliche Auswertung
Aus Ergebnissen der IRAS Minor Planet Survey (IMPS) wurden 1992 Angaben zu Durchmesser und Albedo für zahlreiche Asteroiden abgeleitet, darunter auch (348) May, für den damals Werte von 82,8 km bzw. 0,04 erhalten wurden. Nach der Reaktivierung von NEOWISE im Jahr 2013 und Registrierung neuer Daten wurden die Werte 2015 zunächst mit 74,4 oder 80,8 km bzw. 0,06 oder 0,05 angegeben und dann 2016 korrigiert zu 69,0 km bzw. 0,07, diese Angaben beinhalten aber alle hohe Unsicherheiten.
Photometrische Messungen des Asteroiden fanden statt vom 17. bis 22. April 2007 am Oakley Observatory des Rose-Hulman Institute of Technology in Indiana. Aus der in drei Nächten aufgezeichneten Lichtkurve konnte eine Rotationsperiode von 7,385 h bestimmt werden. Ohne von diesen Beobachtungen zu wissen, fanden vom 17. April bis 18. Mai 2007 auch Messungen am Evelyn L. Egan Observatory der Florida Gulf Coast University statt. Hier wurde eine Rotationsperiode von 7,384 h abgeleitet.
Zu einem ähnlichen Ergebnis führten dann auch noch kurz darauf stattfindende Beobachtungen an der Goat Mountain Astronomical Research Station (GMARS) und am Santana Observatory in Kalifornien vom 15. Mai bis 7. Juni 2007 mit einer Periode von 7,381 h.
Eine photometrische Durchmusterung im Rahmen der Palomar Transient Factory (PTF) am Palomar-Observatorium in Kalifornien ab 2009 führte in einer Untersuchung von 2015 zur Bestimmung der Rotationsperiode von (348) May mit einem Wert von etwa 7,383 h. Aus thermischen Infrarot-Daten wurde außerdem ein Durchmesser von 81,8 ± 0,9 km abgeleitet.
Aus archivierten Daten des Asteroid Terrestrial-impact Last Alert System (ATLAS) aus dem Zeitraum 2015 bis 2018 konnte in einer Untersuchung von 2022 mit der Methode der konvexen Inversion eine Rotationsperiode von 7,3825 h bestimmt werden.